# Powiat Sokólski
Der Powiat Sokólski ist ein Powiat (Kreis) in der polnischen Woiwodschaft Podlachien. Der Powiat hat eine Fläche von 2054,42 km², auf der 69.733 Einwohner leben, unter ihnen eine Minderheit muslimischer Tataren (Islam in Polen, Litauen und Belarus). Die Bevölkerungsdichte beträgt etwa 34 Einwohner auf 1 km². (2015)

## Gemeinde
Der Powiat umfasst zehn Gemeinden, davon drei Stadt-und-Land-Gemeinden und sieben Landgemeinden.

### Stadt-und-Land-Gemeinden
- Dąbrowa Białostocka
- Sokółka
- Suchowola

### Landgemeinden
- Janów
- Korycin
- Krynki
- Kuźnica
- Nowy Dwór
- Sidra
- Szudziałowo